# Moreno Sfiligoi
Moreno Sfiligoi (Gorizia, 30 aprile 1962) è un ex cestista italiano.

## Carriera
Il suo debutto nel basket professionistico avviene con la casacca della città natìa, quella Gorizia con cui giocò fino al 1986 disputando nel frattempo tre stagioni nella massima serie.
La carriera di Sfiligoi prosegue in A2 a Mestre (dove rimane un anno) e a Verona, formazione con cui ottiene una promozione dalla B1 alla A2. Terminata l'esperienza veronese approda alla Fortitudo Bologna, tornando così a calcare i parquet di A1. Altra promozione in A2 al termine dell'anno 1990-91, questa volta con i colori del Basket Rimini.
Chiude la carriera facendo ritorno a Gorizia, che nel frattempo era scesa in B1, contribuendo alla riconquista della seconda serie avvenuta nel 1994.